# Villa Ángela
Villa Ángela is een plaats in het Argentijnse bestuurlijke gebied Mayor Luis Jorge Fontana in de provincie Chaco. De plaats telt 43.511 inwoners.